# Lathyrus delnorticus
Lathyrus delnorticus är en ärtväxtart som beskrevs av Charles Leo Hitchcock. Lathyrus delnorticus ingår i släktet vialer, och familjen ärtväxter. Inga underarter finns listade i Catalogue of Life.